# Mario Strikers: Battle League
Mario Strikers: Battle League — спортивная видеоигра для Nintendo Switch, разработанная студией Next Level Games и изданная Nintendo в 2022 году. Это третья игра в серии Mario Strikers. Проект получил смешанные отзывы: критики хвалили игровую механику и многопользовательский режим, однако сетовали на малое количество персонажей, а также отсутствие контента для одиночной игры.

## Геймплей
Mario Strikers: Battle League представляет собой футбольный симулятор «пять на пять». Вместо реализма в нём делается упор на хаотичности игрового процесса. Тем не менее игра придерживается основных черт этого вида спорта: игроки маневрируют по полю, пасуя и пытаясь забить мяч в ворота. За каждый гол даётся по одному очку, команда набравшая наибольшее их количество выигрывает игру. Во время матча разрешены агрессивные атаки по сопернику, хотя поражённый игрок получает различные «предметы», которые может использовать против команды противника. По большей части предметы функционируют так же, как их аналоги в Mario Kart или Mario Tennis: банановую кожуру можно разместить на поле и попавший на неё персонаж поскользнётся, а если попасть в противника черепашьим панцирем то он упадёт на землю и потеряет скорость. На поле нет т. н. «зоны аута», вместо этого вокруг него установлена электрическая ограда; игрок может толкнуть противника на это ограждение, чтобы временно оглушить. Кроме того, на поле периодически появляется светящийся шар, который позволяет выполнить «Гиперудар» и забить гол за который будет начислено 2 очка.
Перед матчем игрок должен выбрать капитана команды — из персонажей франшизы Mario, таких как Марио или Принцесса Пич, и трёх вспомогательных героев. Каждый из персонажей имеет собственные характеристики (скорость, сила атаки и точность передач) — сильные и слабые стороны — на которые можно повлиять с помощью дополнительного снаряжения.
Локальный мультиплеер поддерживает до восьми игроков одновременно, вратарями управляет ИИ. Также доступна функция многопользовательской онлайн-игры, в том числе «Клубный режим», в котором группы до 20 игроков могут создавать свой собственный командный турнир и спортивные лиги с отслеживанием результатов в списках лидеров.

## Разработка
Анонс игры состоялся 9 февраля 2022 года во время онлайн-мероприятия Nintendo Direct. Mario Strikers: Battle League продолжает одноимённую серию и является её первой новой игрой почти за 15 лет, после релиза Super Mario Strikers для GameCube (2005) Mario Strikers Charged для Wii (2007). Разработкой проекта занималась канадская студия Next Level Games.

## Оценки критиков
| Сводный рейтинг    | Сводный рейтинг |
| Агрегатор          | Оценка          |
| ------------------ | --------------- |
| Metacritic         | 73/100          |
| Иноязычные издания |                 |
| Издание            | Оценка          |
| Destructoid        | 8/10            |
| Game Informer      | 7,5/10          |
| GameRevolution     | [ 20 ]          |
| GameSpot           | 7/10            |
| GamesRadar+        | [ 21 ]          |
| IGN                | 8/10            |
| Jeuxvideo.com      | 16/20           |
| Nintendo Life      | [ 23 ]          |
| Shacknews          | 7/10            |
| VG247              | [ 24 ]          |

Согласно сайту агрегатора обзоров Metacritic, Battle League имеет «смешанные или средние» отзывы. Обозреватель Destructoid высоко оценил баланс игры между: сохранением тактической глубины и доступностью для казуальных игроков, а также похвалил реиграбильность, за счёт сетевых и локальных кооперативных режимов. Game Informer положительно отозвался о вариативности режима Strikers Club, однако раскритиковал ИИ на более высоких уровнях сложности за нелогичность поведения. Рецензенту из GameSpot понравилась механика игрового процесса, уникальный визуальный стиль, нововведение в виде «Гипер-ударов» балансирующих игру и большое количество опций в Striker Club, однако он посетовал на систему снаряжения и долгий режим обучения. GamesRadar+ высоко оценил индивидуальность игры, но ему не понравились урезаность реалистичных элементов игрового процесса, отсутствие визуальной ясности игровых полей и их статичность. Представитель IGN похвалил введение онлайн-режима, заявив, что это «скачок вперед в поддержке конкурентности проекта и просто классная опция», но раскритиковал отсутствие инноваций, которые были в предыдущих частях серии. Nintendo Life поставил Battle League 9 звезд из 10 назвав ее «мастер-классом по дизайну соревновательных игр», высоко оценив основной игровой процесс, а также доступность, глубину и визуальные эффекты игры. Рецензент из Shacknews также похвалил игру, однако посетовал на небольшой список персонажей и копирование игровой механики из предыдущих частей.
Продажи Mario Strikers: Battle League за первую неделю составили 32 173 копий (на территории Японии). За счет этого она стала второй самой продаваемой игрой недели в этой стране.